# Byers (Texas)
Byers è un centro abitato degli Stati Uniti d'America, situato nella contea di Clay dello Stato del Texas. Fa parte dell'area metropolitana di Wichita Falls.

## Geografia fisica
Byers è situata a 34°04′13″N 98°11′27″W (34.070146, -98.190703).
Secondo lo United States Census Bureau, ha un'area totale di un miglio quadrato (2,6 km²), di cui un miglio quadrato (2,6 km²) di terreno e 0,04 miglia quadrate (0,10 km², 2.00%) d'acqua.

## Società

### Evoluzione demografica
Secondo il censimento del 2000, c'erano 517 persone, 213 nuclei familiari, e 148 famiglie residenti nella città. La densità di popolazione era di 528,6 persone per miglio quadrato (203,7/km²). C'erano 229 unità abitative a una densità media di 234,2 per miglio quadrato (90,2/km²). La composizione etnica della città era formata dal 93,81% di bianchi, il 3,48% di nativi americani, il 1,74% di altre razze, e lo 0,97% di due o più etnie. Ispanici o latinos di qualunque razza erano il 2,51% della popolazione.
C'erano 213 nuclei familiari di cui il 29,1% avevano figli di età inferiore ai 18 anni, il 62,0% erano coppie sposate conviventi, il 5,2% aveva un capofamiglia femmina senza marito, e il 30,5% erano non-famiglie. Il 27,2% di tutti i nuclei familiari erano individuali e il 16,0% aveva componenti con un'età di 65 anni o più che vivevano da soli. Il numero di componenti medio di un nucleo familiare era di 2,43 e quello di una famiglia era di 2,97.
La popolazione era composta dal 21,7% di persone sotto i 18 anni, l'8,3% di persone dai 18 ai 24 anni, il 24,6% di persone dai 25 ai 44 anni, il 27,7% di persone dai 45 ai 64 anni, e il 17,8% di persone di 65 anni o più. L'età media era di 42 anni. Per ogni 100 femmine c'erano 88,7 maschi. Per ogni 100 femmine dai 18 anni in giù, c'erano 92,9 maschi.
Il reddito medio di un nucleo familiare era di 39.886 dollari, e quello di una famiglia era di 41.563 dollari. I maschi avevano un reddito medio pro capite di 26.161 dollari contro i 18.854 dollari delle femmine. Il reddito medio pro capite era di 16.323 dollari. Circa il 7,5% delle famiglie e il 9,1% della popolazione erano sotto la soglia di povertà, incluso il 6,6% di persone sotto i 18 anni e il 13,7% di persone di 65 anni o più.